# Obana pseudovinosa
Obana pseudovinosa là một loài bướm đêm trong họ Noctuidae.